# Trogon des Philippines
Harpactes ardens
Espèce
Statut de conservation UICN

 LC  : Préoccupation mineure
Le Trogon des Philippines (Harpactes ardens) est une espèce d'oiseaux de la famille des Trogonidae.

## Sous-espèces
Selon Avibase, cet oiseau est représenté par cinq sous-espèces :
- Harpactes ardens ardens (Temminck, 1826)
- Harpactes ardens herberti (Parkes, 1970)
- Harpactes ardens luzoniensis (Rand et Rabor, 1952)
- Harpactes ardens minor (Manuel, 1958)
- Harpactes ardens linae (Rand et Rabor, 1959)